# Welcome to My Life
Welcome to My Life is de eerste single van "Still Not Getting Any...", het tweede album van de Canadese rockband Simple Plan. Het nummer drukt de gevoelens van tieners uit waarvan het leven erg frustrerend is, en er is niemand die begrijpt hoe ze zich voelen.
Welcome to My Life is gebruikt in de aflevering "Recruit" van de televisieserie Smallville.
Het nummer bereikte in Vlaanderen de Tipparade. In Nederland stond het negen weken in de Single Top 100, met als hoogste positie de 39e plaats. In Canada was het wederom een hit en bereikte het de eerste plaats. Ook in Spanje bereikte het nummer 1. In de Billboard Hot 100 piekte het op nummer 40. In Brazilië was het ook een Top-1 hit.

## Videoclip
In de clip is een file te zien, gecombineerd met beelden van disfunctionele gezinnen en hoe de familieleden hiermee omgaan. Aan het einde van de clip stappen verschillende mensen in de file uit hun auto en beginnen over de weg te lopen. De video ontving wat kritiek, vanwege de overeenkomsten met de clip van "Everybody Hurts" van de Amerikaanse band R.E.M..

## Tracklist
| Nr. | Titel                                      | Duur |
| --- | ------------------------------------------ | ---- |
| 1.  | Welcome to My Life                         | 3:23 |
| 2.  | Willkommen zu meinem leben (Duitse versie) |      |
| 3.  | Welcome to My Life (Akoestisch)            |      |
| 4.  | Welcome to My Life (Video)                 |      |

## Charts
| Nummer | 95 | 42 | 39 | 67 | 45 | 64 | 72 | 76 | 77 | uit |

| Land          | Charts          | Charts       |
|               | Hoogste positie | Aantal weken |
| ------------- | --------------- | ------------ |
| Australië     | 7               | 21           |
| België        | Tip             | -            |
| Brazilië      | 1               | -            |
| Canada        | 1               | -            |
| Frankrijk     | 12              | 15           |
| Nederland     | 39              | 9            |
| Nieuw-Zeeland | 5               | 18           |
| Spanje        | 1               | -            |
| Zweden        | 33              | 1            |